# Biosynteza kwasów tłuszczowych
Biosynteza kwasów tłuszczowych (liponeogeneza) – reakcje biochemiczne, prowadzące do powstania kwasów tłuszczowych z jednostek acetylo-CoA.
Synteza kwasów tłuszczowych zachodzi w cytozolu. 
Przeciętny dorosły człowiek jest zdolny do syntezy 2 mg kwasów tłuszczowych w ciągu minuty, w przeliczeniu na 1 kg masy ciała.

## Transport acetylo-CoA do cytozolu
Acetylo-CoA, który powstaje w mitochondrium, zostaje przeniesiony do cytozolu w postaci cytrynianu, po kondensacji ze szczawiooctanem. W cytozolu liaza cytrynianowa zależna od ATP rozszczepia cytrynian do acetylo-CoA i szczawiooctanu. Następnie szczawiooctan przekształcany jest do jabłczanu, a ten następnie zostaje przekształcony do pirogronianu, który wraca do mitochondrium. Podczas dekarboksylacji jabłczanu powstaje NADPH, który wykorzystywany jest w biosyntezie kwasów tłuszczowych. Dodatkowy NADPH potrzebny do tej syntezy pochodzi ze szlaku pentozofosforanowego.

## Synteza nasyconych kwasów tłuszczowych

### Synteza nasyconych kwasów tłuszczowych o parzystej liczbie atomów węgla
Pierwszym etapem syntezy jest karboksylacja acetylo-CoA do malonylo-CoA, katalizowana przez karboksylazę acetylo-CoA. Następnie acetylo-CoA łączy się z białkowym nośnikiem grup acylowych (ACP), w wyniku czego powstaje acetylo-ACP, a z malonylo-CoA powstaje malonylo-ACP.
Następnym etapem są cykle elongacji, które można podzielić na 4 fazy (kondensacja, redukcja, odwodnienie, redukcja). Pierwszy z cykli wygląda następująco:
- Kondensacja 2-węglowego acetylo-ACP i 3-węglowego malonylo-ACP do 4-węglowego acetoacetylo-ACP. Podczas tej reakcji zostaje odłączony jeden ACP oraz CO2. Enzym katalizujący ten etap to enzym kondensujący acylomalonylo-ACP

- Redukcja acetoacetylo-ACP do D-3-hydroksybutyrylo-ACP, podczas której wykorzystywana jest jedna cząsteczka NADPH. Enzym - reduktaza beta-ketoacylo-ACP

- Odwodnienie D-3-hydroksybutyrylo-ACP do krotonylo-ACP. Enzym- dehydrataza 3-hydroksyacylo-ACP

- Redukcja krotonylo-ACP do butyrylo-ACP, podczas której zostaje wykorzystana kolejna cząsteczka NADPH. Enzym: reduktaza enoilo-ACP

W następnym obrocie cyklu kondensacji ulega 4-węglowy butyrylo-ACP i malonylo-ACP, w wyniku czego powstaje związek 6-węglowy. Cykle zachodzą, aż do powstania 16-węglowego palmitoilo-ACP, który nie może być dalej wydłużany i pod wpływem enzymu tioesteraza ulega hydrolizie do palmitynianu i ACP.
Podczas elongacji kwasów tłuszczowych zawierających więcej niż 16 atomów węgla, wydłużany kwas tłuszczowy związany jest z CoA, a nie z ACP.

### Synteza nasyconych kwasów tłuszczowych o nieparzystej liczbie atomów węgla
W biosyntezie nasyconych kwasów tłuszczowych o nieparzystej liczbie atomów węgla zamiast malonylo-ACP występuje propionylo-ACP.

## Synteza nienasyconych kwasów tłuszczowych
U eukariotów tworzenie wiązań podwójnych w cząsteczkach acylo-CoA zachodzi dzięki enzymom zawartym w siateczce śródplazmatycznej gładkiej. Reakcja wygląda następująco:
nasycony acylo-CoA + NADH + H+ + O2 → jednonienasycony acylo-CoA + NAD+ + 2 H2O
Aby wytworzyć kwas wielonienasycony, reakcja ta musi zostać powtórzona.
U ssaków nie występują enzymy katalizujące reakcje tworzenia wiązań podwójnych przy atomie węgla dalszym niż C-9, dlatego nie są one zdolne do syntezy kwasu linolowego ani linolenowego. Kwas arachidonowy może być tworzony z kwasu linolowego, wyjątkiem jest rodzina kotów, u których taka przemiana jest niemożliwa ze względu na brak odpowiedniego układu enzymatycznego.